# Slag bij Spartolos
De Slag bij Spartolos vond plaats in 429 v.Chr., in het begin van de Peloponnesische Oorlog, tussen Athene en de Chalkidische Bond en diens bondgenoten.

## Verloop
De Atheners onder Xenophon marcheerden naar Thracië om Spartolos aan te vallen. Ze vernietigden de gewassen buiten de stad en begonnen te onderhandelen met pro-Atheense families in Chalcidice, maar de anti-Atheense families vroegen hulp aan Olynthus. Een leger van Chalcidice, Spartolos en Olynthus stond tegenover de Atheners in een gevecht, maar hun hoplieten werden verslagen en ze trokken zich terug naar Spartolos. Hun cavalerie en peltasten wisten echter de overhand te krijgen over de Atheense troepen. Er kwamen snel versterkingen uit Olynthus, en ze lanceerden een tweede aanval op de Atheners. De Atheners konden geen confrontatie aangaan met de lichte troepen en cavalerie van hun vijanden. De Atheners sloegen in paniek en kozen het hazenpad. Al hun generaals en 430 andere soldaten waren gesneuveld.
Tussen één vierde en één vijfde van de Atheense troepen werden gedood in deze slag. Dit zware verlies toonde de Atheners wat nodig zou zijn om deze oorlog te winnen.